# Desmalopex leucopterus
Desmalopex leucopterus — вид рукокрилих, родини криланових.

## Опис
Загальна довжина від 205 до 240 мм, довжина передпліччя від 135 до 141 мм, довжина вух між 26 і 28 мм, вага до 340 гр. Шерсть довга і пухнаста. Загальний колір тіла світло-коричневий. Мордочка довга і тонка, очі великі та злегка опуклі. Вуха відносно короткі, кремові біля основи, поступово переходячи до кінчика до коричнево-сірого кольору. Крилові мембрани світло-коричневі з білими плямами. Вид не має хвоста, і має тонку міжстегнову мембрану вздовж внутрішньої сторони нижніх кінцівок.

## Поширення, поведінка
Ендемік Філіппін. Записаний на островах Лусон, Кагаян, Ісабела, Лагуна, Нуева-Віская, Кесон, Тарлаці, Катандуанес і Динагат в діапазоні висот 0–1100 м над рівнем моря. Живе в первинних гірських лісах, рівнинних лісах. Вид також був виявлений в постраждалих районах, але не відомо, якою мірою здатен зберігатися в таких місцях проживання. Цей вид не утворює великих помітних сідал на деревах, але, ймовірно, живе в невеликих групах в затінених областях; він має сезонну присутність в деяких районах і може бути міграційним. Харчується фруктами. У неволі вид народжує один раз на рік, іноді двох дитинчат.

## Загрози та охорона
Вид ймовірно, зазнав значного зниження чисельності через руйнування середовища проживання через розширення сільського господарства, виробництва лісоматеріалів і розширення населених пунктів. на нього полюють у провінції Бенгет, але наслідки цього на стан популяції не відомі. P. leucopterus був занесений до Додатка II СІТЕС 1990 року й зустрічається в деяких охоронних територіях.